# Canale
Canale é uma comuna italiana da região do Piemonte, província de Cuneo, com cerca de 5.217 habitantes. Estende-se por uma área de 18 km², tendo uma densidade populacional de 290 hab/km². Faz fronteira com Castellinaldo, Cisterna d'Asti (AT), Montà, Monteu Roero, Priocca, San Damiano d'Asti (AT), Santo Stefano Roero, Vezza d'Alba.

## Demografia
| Variação demográfica do município entre 1861 e 2011                               |
|                                                                                   |
| Fonte: Istituto Nazionale di Statistica (ISTAT) - Elaboração gráfica da Wikipedia |